# Caudites howei
Caudites howei är en kräftdjursart som beskrevs av H.S. Puri 1960. Caudites howei ingår i släktet Caudites och familjen Hemicytheridae. Inga underarter finns listade i Catalogue of Life.